# Pearl Jam 2016 North America Tour
Pearl Jam 2016 North America Tour – dwudziesta trasa koncertowa grupy muzycznej Pearl Jam, obejmująca wyłącznie Amerykę Północną; w jej trakcie odbyło się dwadzieścia pięć koncertów.
1. 8 kwietnia 2016 – Sunrise, Floryda, USA – BB&T Center
2. 9 kwietnia 2016 – Miami, Floryda, USA – American Airlines Arena
3. 11 kwietnia 2016 – Tampa, Floryda, USA – Amalle Arena
4. 13 kwietnia 2016 – Jacksonville, Floryda, USA – Jacksonville Veterans Memorial Arena
5. 16 kwietnia 2016 – Greenville, Karolina Południowa, USA – Bon Secours Wellness Arena
6. 18 kwietnia 2016 – Hampton, Wirginia, USA – Hampton Coliseum
7. 21 kwietnia 2016 – Columbia, Karolina Południowa, USA – Colonial Life Arena
8. 23 kwietnia 2016 – Nowy Orlean, Luizjana, USA – New Orleans Jazz & Heritage Festival
9. 26 kwietnia 2016 – Lexington, Kentucky, USA – Rupp Arena
10. 28 kwietnia 2016 – Filadelfia, Pensylwania, USA – Wells Fargo Center
11. 29 kwietnia 2016 – Filadelfia, Pensylwania, USA – Wells Fargo Center
12. 1 maja 2016 – Nowy Jork, Nowy Jork, USA – Madison Square Garden
13. 2 maja 2016 – Nowy Jork, USA – Madison Square Garden
14. 5 maja 2016 – Quebec, Kanada – Videotron Centre
15. 8 maja 2016 – Ottawa, Kanada – Canadian Tire Centre
16. 10 maja 2016 – Toronto, Kanada – Air Canada Centre
17. 12 maja 2016 – Toronto, Kanada – Air Canada Centre
18. 9 czerwca 2016 – Nashville, Tennessee, USA – Third Man Records
19. 11 czerwca 2016 – Manchester, Tennessee, USA – Third Man Records (Bonnaroo Music Festival)
20. 9 lipca 2016 – Telluride, Kolorado, USA – Ride Festival
21. 17 lipca 2016 – Pemberton, Kanada – Mount Currie (Pemberton Music Festival)
22. 5 sierpnia 2016 – Boston, Massachusetts, USA – Fenway Park
23. 7 sierpnia 2016 – Boston, Massachusetts, USA – Fenway Park
24. 20 sierpnia 2016 – Chicago, Illinois, USA – Wrigley Field
25. 22 sierpnia 2016 – Chicago, Illinois, USA – Wrigley Field